# Seis am Schlern
Seis am Schlern (Italiaans: Siusi allo Sciliar) is een plaats (frazione) in de Italiaanse gemeente Kastelruth. De Duitse historicus Wilhelm Dilthey overleed hier op 1 oktober 1911.